# Kroatische Badmintonmeisterschaft 2012
Die Kroatische Badmintonmeisterschaft 2012 fand vom 26. bis zum 27. Mai 2012 in Makarska statt.

## Medaillengewinner
| Disziplin    | Gold                                | Silber                             | Bronze                           |
| ------------ | ----------------------------------- | ---------------------------------- | -------------------------------- |
| Herreneinzel | Zvonimir Đurkinjak                  | Igor Čimbur                        | Ivan Tucaković                   |
| Herreneinzel | Zvonimir Đurkinjak                  | Igor Čimbur                        | Zvonimir Hölbling                |
| Dameneinzel  | Maja Pavlinić                       | Staša Poznanović                   | Nikolina Dimić                   |
| Dameneinzel  | Maja Pavlinić                       | Staša Poznanović                   | Dorotea Sutara                   |
| Herrendoppel | Zvonimir Hölbling Igor Čimbur       | Zvonimir Đurkinjak Filip Špoljarec | Ivan Tucaković Josip Uglešić     |
| Herrendoppel | Zvonimir Hölbling Igor Čimbur       | Zvonimir Đurkinjak Filip Špoljarec | Marjan Vugrinec Danijel Zadravec |
| Damendoppel  | Staša Poznanović Matea Čiča         | Maja Pavlinić Dorotea Sutara       | Dora Dragčević Katarina Galenić  |
| Damendoppel  | Staša Poznanović Matea Čiča         | Maja Pavlinić Dorotea Sutara       | Helena Kovač Lucija Vlah         |
| Mixed        | Zvonimir Đurkinjak Staša Poznanović | Igor Čimbur Matea Čiča             | Filip Špoljarec Lucija Vlah      |
| Mixed        | Zvonimir Đurkinjak Staša Poznanović | Igor Čimbur Matea Čiča             | Ivan Tucaković Maja Šavor        |